# Famiglia Polana
La famiglia di asteroidi Polana è una famiglia di asteroidi della fascia principale del sistema solare caratterizzati da parametri orbitali simili. Deve il suo nome all'oggetto principale che vi appartiene, l'asteroide Polana, ed è un sottogruppo della famiglia Nisa. Si ritiene solitamente che i corpi appartenenti ad una medesima famiglia asteroidale condividano un'origine comune.

## Prospetto
Segue un prospetto dei principali asteroidi appartenenti alla famiglia.
| Nome | Nome     | Diametro medio | Semiasse maggiore | Inclinazione orbitale | Eccentricità | Scoperta |
| ---- | -------- | -------------- | ----------------- | --------------------- | ------------ | -------- |
| 142  | Polana   | 55,3 km        | 2,418 UA          | 2,24°                 | 0,136        | 1875     |
| 3467 | Bernheim | 33 km          | 2,058 UA          | 4,11°                 | 0,147        | 1981     |